# Арабская освободительная армия
Арабская освободительная армия, также Армия спасения (араб. جيش الإنقاذ‎) — военизированная организация добровольцев, в основном из арабских стран, во главе с Фавзи аль-Кавукджи.
Сражалась на арабской стороне в первой арабо-израильской войне 1948—1949 годов.

## История
Была организована на встрече в Дамаске 5 февраля 1948 года, для того чтобы организовать полевые команды-бригады в Палестине. Силам Арабской освободительной армии удалось занять север Палестины, включая Самарию, хотя Самария де-факто уже была подконтрольна Трансиордании.
Согласно В. Янкелевичу, планировалось завербовать 10 000 человек, но «к середине марта 1948 года число добровольцев составило приблизительно 6 000, в том числе сирийцев, ливанцев, несколько сотен друзов и черкесов, а также жителей Ирака и Трансиордании, египетских Братьев-мусульман и палестинских арабов». В ее составе также были британские дезертиры, немцы и вероятно — представители других стран.